# Leptotrichus leptotrichoides
Leptotrichus leptotrichoides is een pissebed uit de familie Porcellionidae. De wetenschappelijke naam van de soort is voor het eerst geldig gepubliceerd in 1942 door Arcangeli.